# Église Saints-Constantin-et-Hélène de Vologda
L'église Saints-Constantin-et-Hélène ou église des saints tsars Constantin et Hélène ou église du Tsar Constantin (en russe : Храм святых равноапостольных царей Константина и Елены) est un édifice religieux orthodoxe situé à Vologda. Édifiée en 1690, elle représente par son style un cas particulier, sans équivalent, dans l'architecture locale du XVIIe siècle,.
L'église se trouve sur la perspective de la Victoire (Pobedy), 85, dans le quartier du centre appelé Verkhni possad, entre cette perspective et la rue de l'Annonciation (Blagovechtchenskaïa). C'est un édifice d'intérêt architectural fédéral.

## Histoire
La première église était en bois et a été consacrée par Dimitri de Prilouki. On l'appelait encore église de Dimitri de Prilouki au XVIIe siècle.
Il semble que sa date de construction soit 1503, après une campagne victorieuse de Ivan III contre le peuple tatar. Au XVIe siècle, dans les environs de l'église, ont commencé les travaux de construction d'une route Moscou-Kostroma. Vologda était un croisement sur celle-ci. Mais il existe une version différente suivant laquelle il s'agit d'une campagne d'Ivan le Terrible dans le Khanat de Kazan et qui en ramena une icône jitié de Dmitri de Prilouki.
À la place de l'église en bois, a été construite en 1690, l'église en pierre qui existe encore aujourd'hui. Celle-ci est consacrée au nom de Constantin Ier (empereur romain) et de sa mère Hélène ; une chapelle de l'église est dédiée à Dmitri de Prilouki.
L'église de Constantin et Hélène est un exemple d'envergure du maintien d'une tradition architecturale locale dans la région de Vologda et dans le Nord russe jusqu'à la fin du XVIIe siècle, au même titre, par exemple, que le monastère de la Présentation de Marie au Temple de Solvytchegodsk.
En mémoire de la fondation de l'église, le 3 juin de chaque année, un service religieux est célébré dans la cathédrale de Vologda et dans l'église de Constantin et Hélène. Puis une procession mène les pèlerins de la ville jusqu’au Monastère Spasso-Priloutsky. Dans les années 1898—1911 un prêtre de Vologda, Sergueï Nepaïne, a été historien local à Vologda et dans les environs et a rassemblé des documents à ce propos
Jusqu'au début du XXe siècle, l'église se trouvait à la périphérie de la ville. L'historien d'art Georges Loukomski décrit ainsi l'édifice en 1907 dans son ouvrage Vologda autrefois:
« L'église du tsar Constantin et d'Hélène se trouve à la limite de la ville au milieu d'un vaste espace champ occupé par des potagers de choux et des prairies d'herbe grasse. Elle est entourée d'une petite clôture grise et sa silhouette blanche s'élance dans ce charmant paysage à côté d'une pauvre maisonnette. »
Le 24 février 1930, à l'époque soviétique, sous Joseph Staline, l'église est fermée au culte et est utilisée pour des institutions culturelles et un atelier de bonneterie,.
Durant l'époque soviétique l'intérieur de l'église est pillé et endommagé du fait de son utilisation comme entrepôt.
Depuis 1997, l'église est rentrée dans le patrimoine de l'église orthodoxe russe et sa restauration a débuté. En 1998, les services du culte ont repris dans la partie basse au rez-de-chaussée, et en 2008 dans la partie haute également. La tradition des pèlerinages a repris. Le 10 avril 2008, huit nouvelles cloches ont été accrochées au clocher pesant de 10 kilos à 430 kilos et apportée de la ville de Toutaïev.

## Architecture

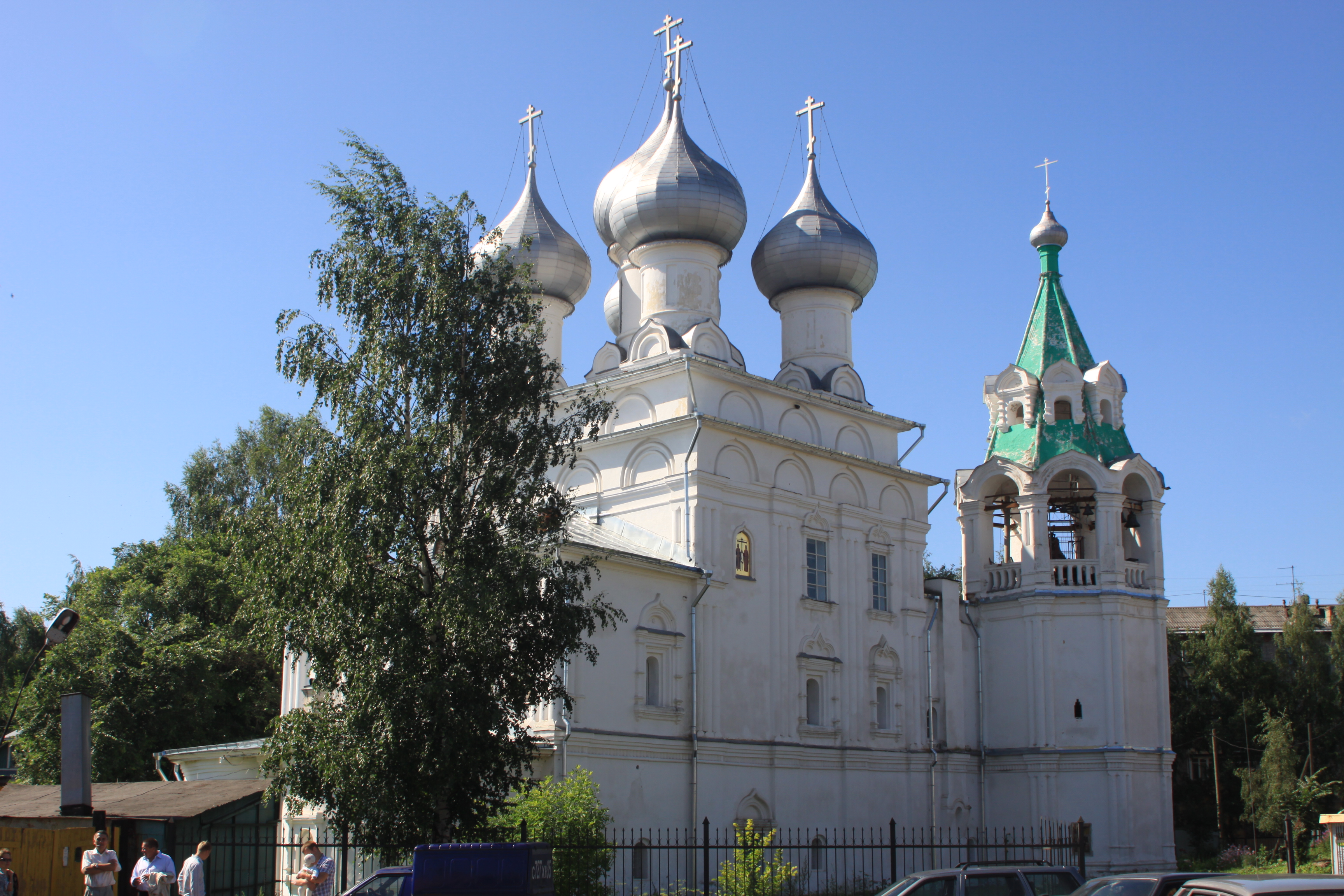
Vue de l'église du côté nord

L'église de Constantin et Hélène appartient à ce type d'église construites à Vologda dans la seconde moitié du XVIIe siècle sous l'influence de l'architecture moscovite dans le style ouzorotché. Ce sont des églises appuyées sur deux ou quatre piliers au sous-sol garnies au sommet de cinq coupoles. L'église chauffée se trouve au rez-de-chaussée, tandis que l'église d'été est au premier étage éclairée par deux rangées de fenêtres. On trouve comme exemple : l'église de Jean Chrysostome (1664), l'église Nicolas de la Sloboda Vladytchna (1669), l'église de la Transfiguration à Friazinov (1670), l'église de Nicolas sur le mont des «Croix d'or» à la place Lenivaïa (début du XVIIIe siècle). Ce type d'architecture est populaire à Moscou mais aussi à Iaroslavl et dans d'autres villes. À la fin du XVIIe siècle, le baroque russe n'apparaît pas encore en province et le style ouzorotché n'a pas disparu (il se maintiendra jusqu'au début du XXe siècle. L'église de Constantin et Hélène représente un cas particulier et sans équivalent dans l'architecture locale de Vologda. Les autres édifices de ce type ont été détruits à la fin des années 1920.
La composition asymétrique de l'église est soulignée par une imposante entrée reposant sur des piliers aux formes fantaisistes. Elle est rendue plus complexe encore par les détails décoratifs multiples tels les pilastres triples sur les façades, les fenêtres ouvragées, les frontons en accolade, les kokochniks sur deux rangées auxquels viennent s'ajouter ceux du pied des tambours, les petites lucarnes sur la toiture du campanile,,.
Comme la composition de l'église est unique et n'a pas d'analogie avec d'autres édifices de Vologda il est permis d'en déduire que les auteurs en sont des artisans bâtisseurs venus d'ailleurs, par exemple de Iaroslavl alors que la plupart des autres églises de Vologda sont l'œuvre d'artisans locaux,.

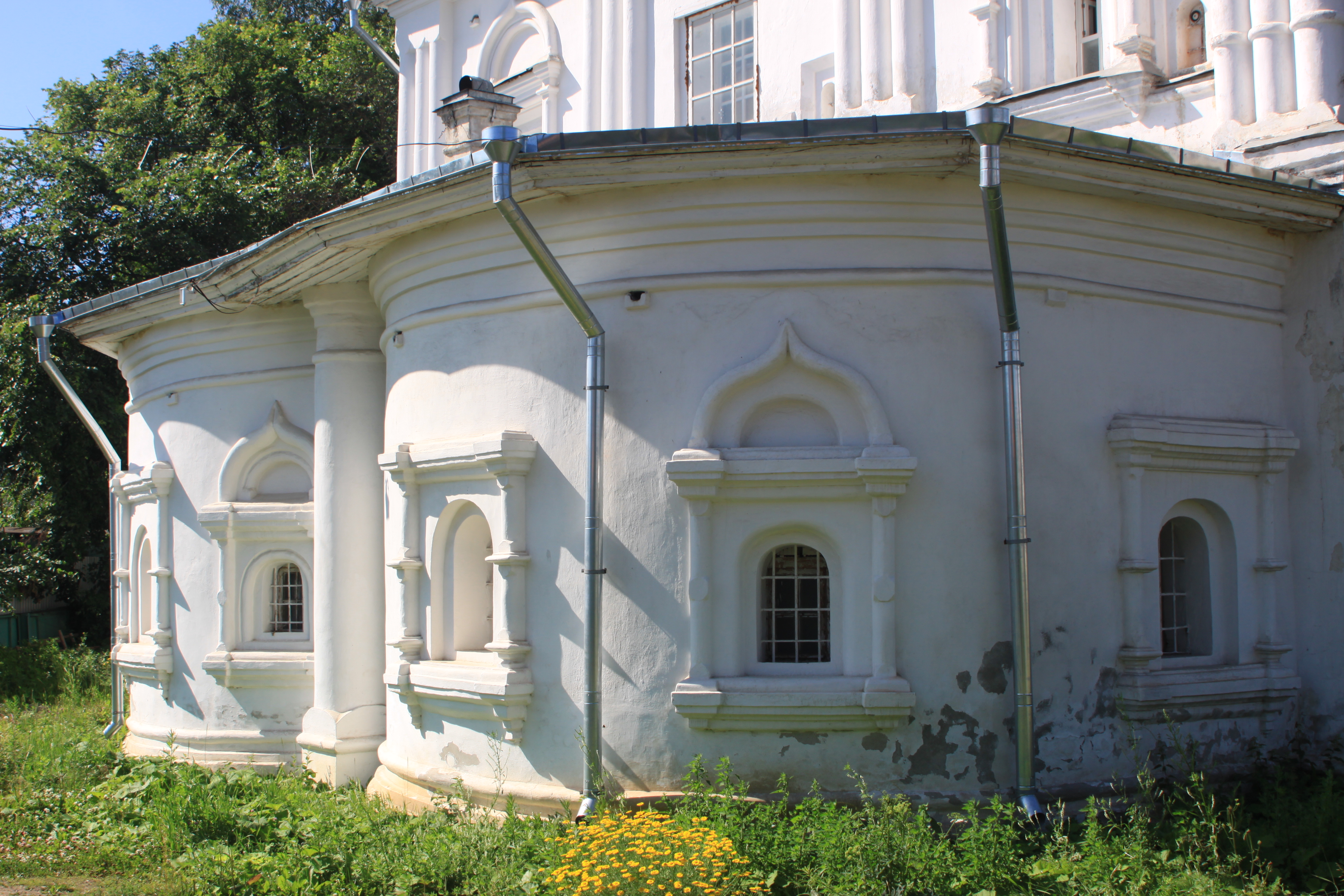
Les deux absides de l'église chauffée du rez-de-chaussée. Ces deux absides sont l'une des particularités des églises de Vologda.

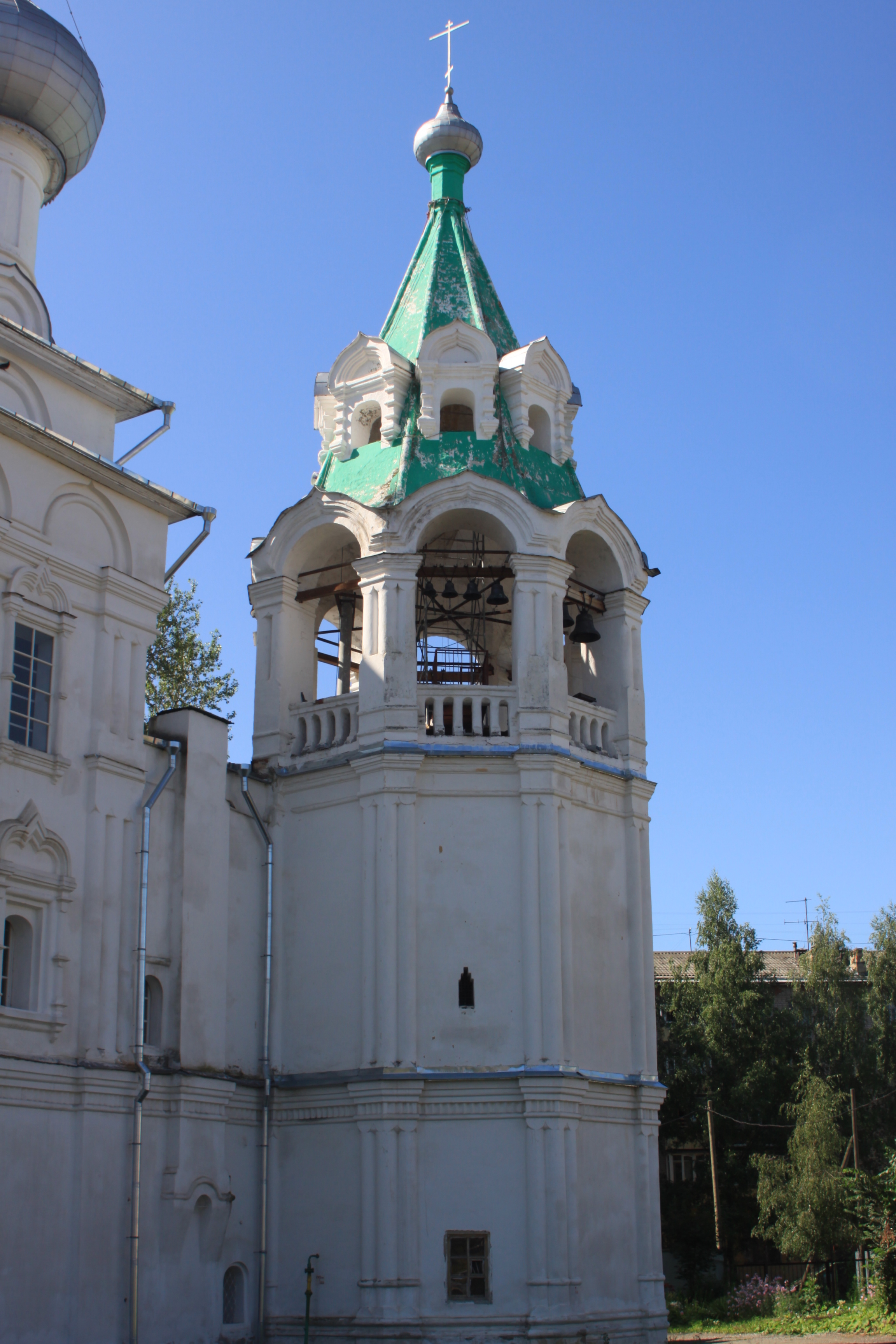
Le clocher suivant les règles anciennes : octogone au sol et toit pyramidal (chatior) garni d'auvents.

## Clocher
Le campanile du côté nord-ouest, à côté du portail, comporte trois niveaux de diamètres égaux en forme d'octogone. Le niveau supérieur est ouvert par des arcades formées par des colonnes décorées, triples comme celles de la façade. Les cloches sont placées à ce niveau. Le toit de forme pyramidale est décoré de lucarnes et dominé par une petite coupole. Georges Loukomski : « Le clocher a une belle silhouette et n'est pas gâté par des transformations. »

## Icônes et iconostase
Vologda est réputée notamment pour les productions de son École iconographique de Vologda.
L' église de Constantin et Hélène disposait d'une iconostase à cinq niveaux. Elle était garnie au sommet de minces planches en bois sculptées, tandis que la partie inférieure était ornée de colonnes de style baroque d'origine plus récente. À l'époque soviétique l'iconostase a été déplacée au Musée de Vologda.
L'iconostase créée au XVIIe siècle lors de la construction de l'église, comprenait plusieurs icônes provenant de l'église en bois qui avait préexisté. En particulier une icône du Christ en majesté du XVe siècle. Cette dernière a servi d'icône centrale d'une déisis, puis a été rangée dans le registre des icônes locales.
Dans l'entrée de l'église se trouvait l'icône des saints Zosime et Savatia de Solovietski (1709) une œuvre d'Ivan Grigoriev Markov qui reprend comme fonds de décor le monastère de Solovietski,.
L'icône de Nicolas Thaumaturge date de la première moitié du XVe siècle et est probablement l'œuvre d'un artiste local influencé par l'école de Novgorod mais aussi par celle de Rostov,.
| |  | |  | |
| Christ en majesté. Icône de la deuxième moitié du XVe siècle. Musée-réserve de l'État d'art et d'architecture de Vologda |  | Saint Nicolas thaumaturge. Icône de la première moitié du XV s. Musée-réserve de l'État d'art et d'architecture de Vologda |  | Saints Zosime et Savvat du monastère Solovetski. Œuvre d'Ivan Grigoriev Markov Grigoriev, 1709. Musée-réserve de l'État d'art et d'architecture de Vologda |